# Nathanaël Mbuku
Nathanaël Mbuku (Villeneuve-Saint-Georges, 16 maart 2002) is een Frans voetballer, die doorgaans speelt als linksbuiten. Mbuku speelt momenteel voor Stade de Reims.

## Clubcarrière
Mbuku heeft zijn jeugdopleiding bij verschillende ploegen genoten. In 2017 maakte hij de overstap naar de jeugdopleiding van Stade de Reims. Daar maakte hij op 10 augustus 2019 zijn debuut in de Ligue 1. In de uitwedstrijd tegen Olympique Marseille kwam hij zeventien minuten voor tijd Tristan Dingomé vervangen. Zijn debuutwedstrijd werd met 0–2 gewonnen.

## Clubstatistieken
| Seizoen | Club           | Competitie | Competitie | Competitie | Beker | Beker | Internationaal | Internationaal | Totaal | Totaal |
| Seizoen | Club           | Competitie | Wed.       | Dlp.       | Wed.  | Dlp.  | Wed.           | Dlp.           | Wed.   | Dlp.   |
| ------- | -------------- | ---------- | ---------- | ---------- | ----- | ----- | -------------- | -------------- | ------ | ------ |
| 2019/20 | Stade de Reims | Ligue 1    | 5          | 0          | 0     | 0     | –              | –              | 5      | 0      |
| Totaal  | Totaal         | Totaal     | 5          | 0          | 0     | 0     | 0              | 0              | 5      | 0      |

Bijgewerkt op 31 oktober 2019.

## Interlandcarrière
Mbuku is een Frans jeugdinternational.